# 邓英 (1959年)
邓英（1959年3月—），女，中华人民共和国外交官。

## 生平
1985年至1998年间，历任外交部礼宾司科员、随员、三秘、副处长、处长。1998年，获委派担任驻洛杉矶总领事馆副总领事长达4年。2002年，回到外交部礼宾司，一直担任副司长一职。2013年12月，出任中华人民共和国驻克罗地亚大使。2017年7月，出任中华人民共和国驻丹麦大使。2019年5月，自驻丹麦大使离任。

## 荣誉

### 外国勋章奖章
- 布拉尼米尔大公勋章（克罗地亚，2017年2月21日于萨格勒布颁授）：促进克中两国人民相互了解和友好交流[4]。

## 家庭
已婚，有一子。